# Ulica Klin w Poznaniu
Ulica Klin (1939–1945 niem. Gerwinstrasse) – ulica zlokalizowana na Sołaczu w Poznaniu, charakteryzująca się nietypowym przebiegiem, tworzącym kształt klina. Trakt wytyczony jest w prawie płaskim terenie i nie ma charakteru serpentyny, co uzasadniałoby nietypowe poprowadzenie.
Ulica dwoma końcami (szersza część klina) odchodzi od południowej jezdni szerokiej Alei Wielkopolskiej, a jednym (przeciwległym) końcem (ostrzem klina) dochodzi do ul. Grudzieniec. Ostrze klina zwrócone jest zatem z grubsza w kierunku południowym. Od zachodniej części ulicy Klin odchodzi ul. Pałucka, a od wschodniej – ul. Kurpiowska (ślepa). 
Zabudowę ulicy tworzą wille z różnych okresów. Stoi tu także niewielki, modernistyczny pawilon handlowy. Przy Alei Wielkopolskiej zlokalizowany jest przystanek tramwajowy Klin, na linii w kierunku Piątkowskiej (linie 9 i 11). Obok znajdują się przystanki autobusowe o tej samej nazwie (linia 160). W pobliżu przebiega, po estakadzie, linia PST.

## Bibliografia

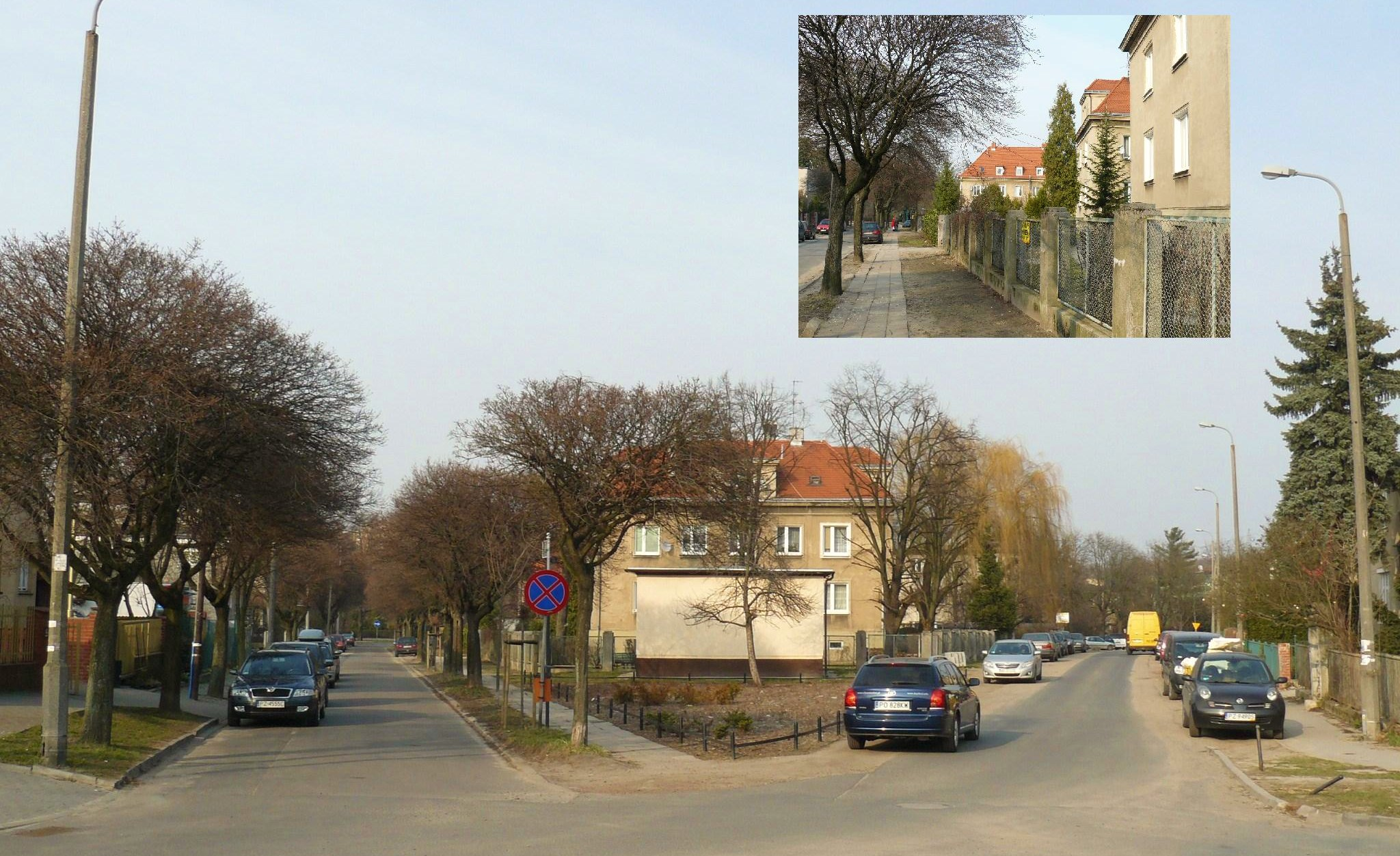
Klin od północy